# Ноусиайнен, Микко
Микко Олави Нусиайнен (фин. Mikko Olavi Nousiainen; род. 26 апреля 1975, Тампере, Финляндия) — финский актёр.

## Биография
Родители Микко Ноусиайнена — известные финские актёры Эйя и Хейкки Ноусиайнены.
В возрасте 15 лет дебютировал в финском сериале «Ruusun aika». В 1994 году поступил в театральную академию, которую окончил в 1998 году. В этот период он активно снимался в финских телесериалах. Первым крупным кинопроектом с участием Ноусиайнена стал финско-канадский фильм «Going to Kansas City», вышедший в 1998 году. После его выхода Ноусиайнен становится всё более востребованным не только в кино, но и в театре.
В конце 2007 года Ренни Харлин взял его на главную роль для съёмок фильма «Маннергейм». Из-за проблем с финансированием, однако, съёмки были отложены, а проект заморожен. В 2009 году Харлин, выйдя из проекта, приступил к съёмкам своего нового фильма — «5 дней в августе», и на одну из главных ролей в фильме (роль казака Даниила) без каких-либо проб и прослушиваний приглашает Ноусиайнена. Для вживания в роль Ноусиайнен два месяца посещал тренажёрный зал, затем на съёмках в Грузии под руководством инструктора учился произносить фразы на русском языке (при этом большую часть фраз он просто заучивал, не понимая). Также для создания образа актёру делали временные татуировки, напоминающие тюремные.

## Семья
- Жена — Петра Карьялайнен, финская актриса.
- Сын — Ниила.

## Фильмография

### Кино
- Going to Kansas City (1998)
- Levottomat (2000)
- Hengittämättä ja nauramatta (2002)
- Kohtalon kirja (2003)
- Сибелиус (2003)
- Juoksuhaudantie (2004)
- Keisarikunta (2004)
- Taarka (Viro, 2008)
- Täällä Pohjantähden alla (2009)
- Viiden päivän sota (2011)
- Vares – pahan suudelma (2011)
- 5 дней в августе (2011)
- Маннергейм (проект заморожен)

### Телесериалы
- Ruusun aika (1990—1991)
- Blondi tuli taloon (1994)
- Nitrokabinetti (1998)
- Lapinpoika (TV-elokuva, 1999)
- Jurismia! (2002)
- Beatlehem (TV-elokuva, 2003)
- Morsian (2008—2009)
- Klikkaa mua (2011)